# Вельбот

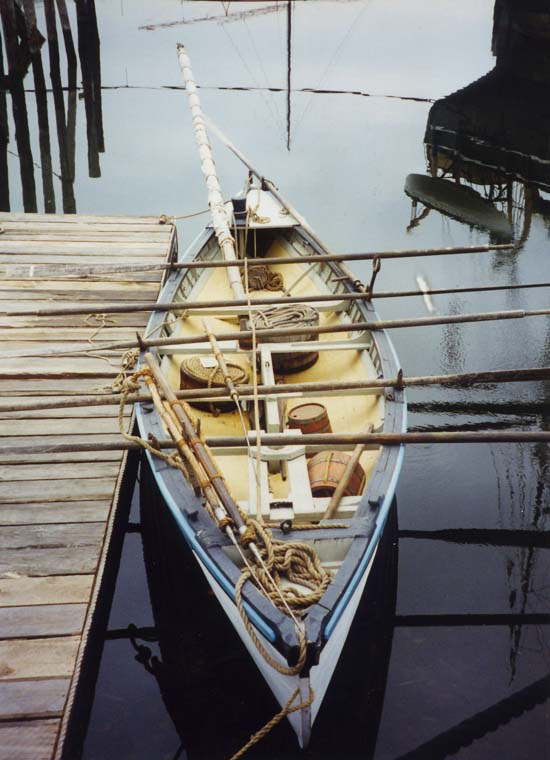
Копія стандартного вельбота в морському музеї «Mystic Seaport» в Коннектикуті, США

Ве́льбот (англ. whaleboat, дос. «китовий човен») — швидка та відносно вузька шлюпка з 4-8 веслами. Ніс і корма мають гостру форму й практично симетричні відносно міделя.
Веслярі розташовуються по одному на банці, весла на правий і лівий борт через одне. Завдяки однаковій будові обох країв, вельбот не пірнав на попутній хвилі, добре проходить смугу прибою. Крім того, на ньому однаково легко гребти і табанити. Спочатку використовувався в китобійному промислі, за що і дістав свою назву. Згодом став часто використовуватися як рятувальний бот або при патрулюванні пляжів, оскільки не вимагає часу для розвороту.
Традиційно веслове судно, хоча при китовому промислі також мав змінну щоглу та вітрила. Починаючи з другої половини XIX століття, також був обладнаний швертом (висувним кілем). Рухаючись під вітрилом керувався за допомогою навісного керма, при веслуванні — кормовим веслом. При використанні в китобійному промислі в кормі встановлювався міцний дерев'яний бітенг, на якому стерновий брав гарпунний лінь після влучення в кита. За нього кит тягнув вельбот, поки його не вдавалося забити.
Вельботи використовувалися у китобійному промислі; в наш час — як рятувальні шлюпки.